# HD21321
HD21321 — хімічно пекулярна зоря спектрального класу A4, що має видиму зоряну величину в смузі V приблизно  7,8.
Вона  розташована на відстані близько 549,1 світлових років від Сонця.